# Альваро Менданья де Нейра
Альваро Менданья де Нейра (1541—1595) — іспанський мореплавець, котрий здійснив дві експедиції Тихим океаном. Відкрив Соломонові та Маркізькі острови.
Менданья народився в Сарагосі, в 1565 приїхав у Перу, де обіймав різні адміністративні посади. Належав до знатної галісійської родини. Першу свою подорож розпочав з Ліми 20 листопада 1567 року. 15 січня 1568 року він відкрив острів Нуї, який належить до групи островів Тувалу. Після цього Альваро попрямував на захід і з 1 лютого по 17 серпня відкрив Соломонові острови, а також атол Малоелап, що належить до Маршаллових островів, та острів Вейк. 22 липня 1569 року Альваро де Нейра повернувся до Ліми.
Другу свою морську подорож де Нейра здійснив майже через 25 років — 9 квітня 1595 року. Між цими подорожами інформації про діяльність Мендалья де Нейра невідома. Нову експедицію Альваро здійснив разом з Педро Фернандесом де Кіросом. Вони відкрили 21 липня Маркізькі острови. Але іспанці не залишилися на них, а продовжили шлях до Соломонових островів. На одному з них — Санта Крус у жовтні 1595 року Альваро Менданья де Нейра і помер.